# 姚柏良
姚柏良，MH，JP（1974年3月11日—），現任香港中國旅行社副董事長、香港旅行社解困大聯盟召集人和香港立法會議員。他是中華全國青年聯合會委員，在2021年參選立法會選舉，以旅遊界功能界別當選人身份首次晉身立法會。

## 背景

### 早年生活
姚柏良在廣東省出生，於增城區長大；家有4名兄姊，父母從事農業工作。他14歲來香港定居，早期居住在九龍寨城，其後隨著政府於1993年清拆寨城而被安置到九龍灣啟樂臨時房屋區生活。學習方面，姚柏良就讀勞工子弟學校，在校時是校內田徑隊活躍分子。1994年以半工讀方式考入香港中文大學體育系，且加入香港青年大專學生協會，1995年至1996年就讀體育系二年級時擔任協會的第三屆會長，主要推動中港兩地大學生互訪交流。此外，他還加入大學學院的田徑校隊。

### 事業發展
他15歲開始至大學階段一直幫補家計，當過酒樓廚雜、地盤工人和醫院管理局學護。1997年完成體育運動科學系教育學士（逸夫書院），便任職創律控股有限公司的總裁助理，為期3年，期間曾協助統籌購入辽宁号航空母舰之事宜。至2000年因應香港中文大學改制，刪去不包括教育專業文憑的體育運動系課程，姚柏良於是重返香港中文大學教育學院修讀教育學學士後文憑，為當上教師作準備，2003年完成課程。期間，他在2000年至2005年任教於勞工子弟學校，同期加入「新青年論壇」議論有關青年人的議題。2005年至2006年一度放棄教職，轉職一間數碼影視公司任副總經理。2006年才重拾教鞭，於林大輝中學當體育教師，及後到培僑中學繼續任教。
姚柏良在2006年修畢香港中文大學研究院教育碩士課程。同年獲政府委以公職，擔任影視及娛樂事務管理處電影檢查顧問。往後亦擔任其他公職，包括運輸署自訂車輛登記號碼審核委員會委員（2007年）及旅遊業監管局成員（2019年至2022年）。另外自2008年起至2010年代出任香港童軍總會國際及內聯助理總部總監，2015年協助成立香港青少年軍兼出任香港青少年軍總會秘書長。他也是中華全國青年聯合會委員（2010年起）、香港青年教師力量成員、創知中學辦學團體成員、香港青年大專學生協會執委會榮譽主席、香港中國企業協會青年委員會常務副主席以及北京市青年聯合會香港特邀委員（2000年至今）。
2017年因長期盡心為觀塘區服務，多有貢獻，姚柏良獲香港特別行政區政府頒授榮譽勳章。同年當選香港旅遊業議會理事。他現時既是香港中旅港澳遊管理有限公司董事總經理，又是香港中國旅行社副董事長。2023年7月獲委任為太平紳士。

### 從政之路
2002年，姚柏良在藍田為觀塘民聯會開設補習班，不久於2003年與街坊一同抗疫，因而獲得街坊信任，並漸漸對該區產生感情，鋪路參選區議員服務社區。同年年尾，他以獨立人士身份首次參與2003年區議會選舉，角逐平田區議員席位，但未能勝出。2007年再度參與區議會選舉，結果以2000多票擊敗何麗芳及同區時任區議員陳昌。後來於2011年，由於沒有其他候選人參與該區區議會選舉，姚柏良自動當選連任。2015年在區議會選舉第二度連任，得票率大幅拋離另一名候選人。然而受到2019年反對逃犯條例修訂草案運動影響，他在同年2019年區議會選舉中落敗，敗給政治素人陳易舜。
2021年11月，姚柏良報名參選2021年香港立法會選舉，最終以160票當選旅遊界功能組別議員。除此之外，他在2010年代中期開始被委任為廣東省增城政協。

## 個人生活
姚柏良已婚，育有一子一女。

## 參與節目
- 1996年　鏗鏘集 - 學運不死（6月2日，香港電台）
- 2021年　時事大破解（1月、4月，鳳凰衛視）
- 2021年　咁大件事點解冇人講（3月15日，無綫電視）
- 2022年　立法群英再出發（嘉賓，港台電視31）
- 2023年　講清講楚（4月30日，嘉賓，無綫電視）
- 2023年　講清講楚（8月13日，嘉賓，無綫電視）
- 2024年　舊日的足跡（3月10日，香港電台）

## 個人創作
- 2020年至今　「旅友時評」am730專欄
- 2020年至今　「旅友良策」晴報專欄

## 註解
1. ↑  有關姚柏良於1999年協助「創律公司」從烏克蘭手上購入時稱「瓦良格號」之遼寧號航空母艦一事，出自香港電台第一台廣播節目《舊日的足跡》於2024年3月10日的訪問。

## 外部連結
- 姚柏良的Facebook專頁
- 姚柏良 Perry Yiu YouTube頻道 （页面存档备份，存于）
- 姚柏良「旅友時評」專欄 （页面存档备份，存于）
- 姚柏良「旅友良策」專欄 （页面存档备份，存于）